# Tartous
Pour la ville espagnole, voir Tortosa.
Tartous (en arabe : طرطوس / ṭarṭūs) est une ville côtière de Syrie, abritant le second port du pays après celui de Lattaquié. Elle est également la capitale du gouvernorat du même nom. La ville se situe à environ 160 kilomètres au nord-ouest de la capitale Damas et à 30 kilomètres au nord de la frontière libanaise.
L'antique Antarade (en grec ancien : Ἀντάραδος / Antárados ; en latin : Antaradus; étymologie: ante - du latin "avant" - et Arados, donc le port situé en face de l'ile d'Arados) fut fondée par les Phéniciens.
Les Syriens considèrent Tartous comme une station balnéaire. La cathédrale Notre-Dame de Tortose, d’époque romane, abrite un petit musée qui expose les objets anciens trouvés dans la région.

## Histoire

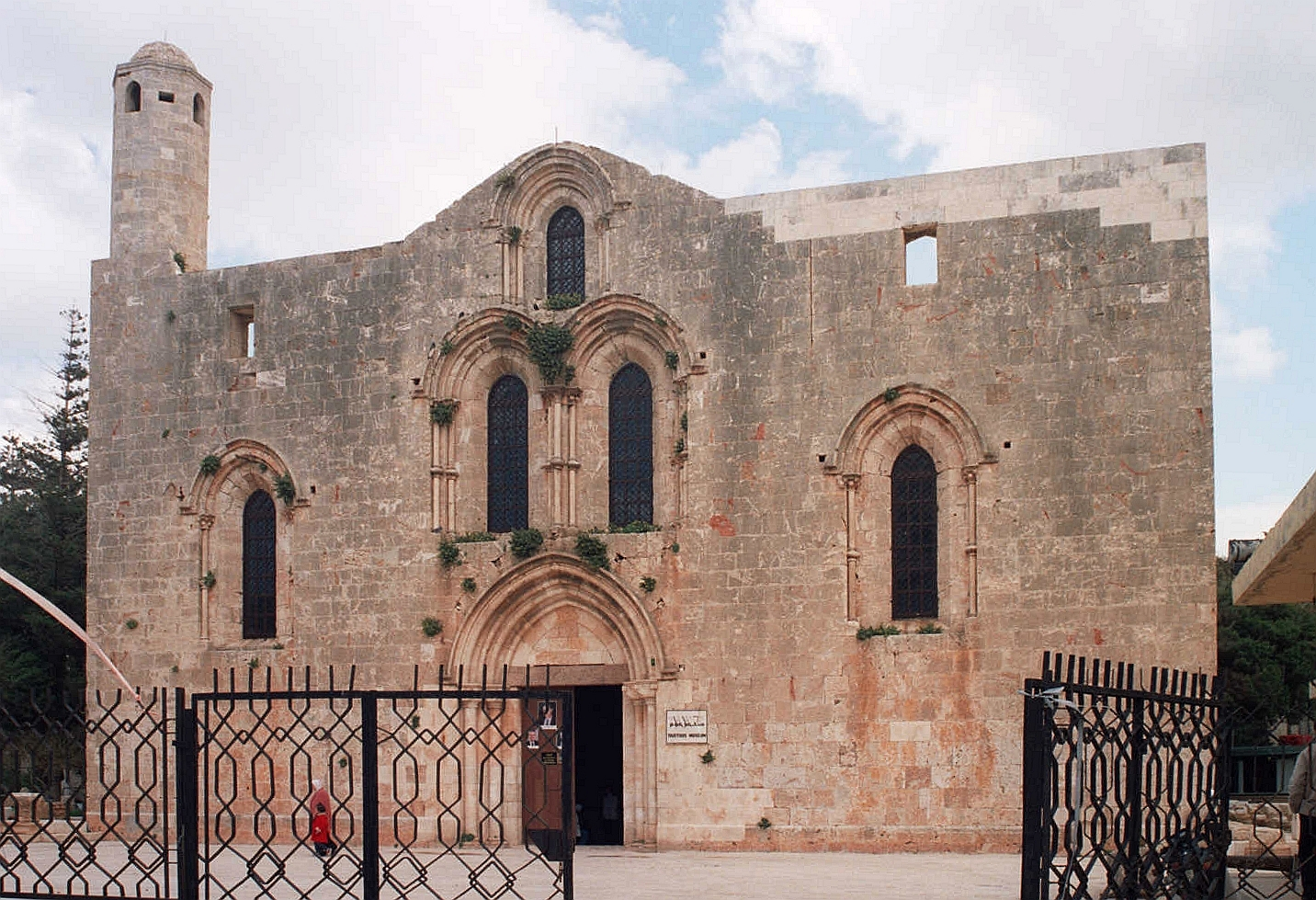
Ancienne cathédrale Notre-Dame de Tortose, actuellement musée archéologique.

La ville a été fondée par les Phéniciens, déjà maîtres de l'île d'Arouad toute proche, mais moins pratique d'accès pour ses relations commerciales intenses. La ville passe ensuite aux mains des Grecs, des Romains, des Arabes, puis des Croisés.
La ville est nommée Antarados dans l'Antiquité grecque, c'est-à-dire la ville en face d'Arados (actuelle Arouad). Pour les Croisés, elle est Tortose. Ils y construisent le château de Tortose et y établissent le siège d'un évêché.
En 1921, Camille Enlart, directeur du musée de sculpture comparée du Trocadéro, entreprend l’étude des édifices chrétiens de Tartous.
Après le coup d'État du parti Baas en Syrie en 1963, la ville, jusqu'alors partie du gouvernorat de Lattaquié, devient le centre du nouveau gouvernorat éponyme.

## Géographie

### Démographie
Sa population est estimée à 96 401, celle du gouvernorat à 720 000 habitants.
Peuplée à 68,5 % de sunnites en 1935, ils ne sont plus que 50,6 % en 1947, et dans les années 1990, ce sont les alaouites qui seraient majoritaires en représentant 70 % de la population.

## Installation navale russe
La ville est également connue pour abriter une installation permanente de la flotte maritime militaire de Russie, qui y stationnait environ 150 hommes avant 2015. Jusqu'en 1990, la ville accueillait entre 30 et 40 navires de la flotte de Méditerranée de la Marine soviétique. Il a été annoncé dans une déclaration ministérielle que « Tartous est toujours une base officielle pour les navires russes dans la Méditerranée et continue à exécuter les tâches dans l'accomplissement de ses missions ».
Depuis septembre 2015 et la participation russe dans le conflit syrien, la base de Tartous a vocation d'abriter environ 1 700 hommes (marins et forces spéciales) par rotations.
Le 22 janvier 2025, le nouveau pouvoir annule le bail de la société russe STG, Stroytransgaz, qui assurait le contrôle sur le port de Tartous.

## Économie
Tartous a une importance économique vitale pour le pays, puisqu'il s'agit d'un des trois terminaux d'exportation du pétrole de l'est du pays avec Lattaquié et Banias et dont la gestion relève de la Syrian Company for Oil Transport.

## Personnalités
- Rasha Omran (1964-), poétesse, est née à Tartous.